# Ersan Doğu
Ersan Doğu bzw. Ersan Dogu (* 20. April 1972 in Bremen) ist ein ehemaliger deutscher Fußballspieler.

## Karriere
Doğu wechselte vom FC Oberneuland zum SV Werder Bremen. Bremen spielte unter Trainer Aad de Mos in der Bundesliga, Doğu kam in der Saison 1995/96 zu fünf Einsätzen, in denen er ohne Torerfolg blieb. Nach einem halbjährigen Gastspiel bei Galatasaray Istanbul kehrte Doğu in den deutschen Amateurbereich zurück und spielte für den FC Oberneuland, VfB Oldenburg und den Bremer SV.